# Castleton (ciruela)
Castleton es una variedad cultivar de ciruelo (Prunus domestica), de las denominadas ciruelas europeas. Una variedad de ciruela criada en 1966 en la « "New York State Agricultural Experiment Station" », Geneva, Estados Unidos, mediante el cruce de las variedades 'Valor' x 'Iroquois'. Las frutas son de tamaño grande de piel azul violácea recubierta de capa ligera de pruina violácea;tienen una pulpa de color amarillo verdoso, textura blanda, jugosa, y sabor agridulce equilibrado. Tolera las zonas de rusticidad según el departamento USDA, de nivel 4 a 8.

## Sinonimia
- "NY 66.609.4.".

## Historia
'Castleton' variedad de ciruela que fue obtenida por un equipo liderado por John Watson en 1966 en la « "New York State Agricultural Experiment Station", "NYAES" », Geneva, Estados Unidos dependiente de la Universidad de Cornell, por el cruce de 'Valor' como Parental Madre x el polen de 'Iroquois' como Parental Padre.
'Castleton' es una variedad de ciruela que fue desarrollada por el "NYAES" para el mercado de cultivo comercial de ciruelas de Nueva York y estas cualidades también la convierten en una buena opción para el huerto familiar y los jardines privados. Fue introducida al público en los circuitos comerciales en 1993 como "TM", a través de los viveros: "R. L. Anderson", "J.P. Watson", "K. G. Livermore"; asi como a través del "NYSAES" y la Cornell University.

## Características
'Castleton' árbol de porte extendido y vigoroso, por su porte abierto facilita la cosecha de los frutos. Es precoz y muy productivo; se recomienda una poda agresiva para mantener el vigor del árbol. Es una variedad algo resistente a la mancha foliar y al nudo negro, pero es susceptible a la podredumbre parda. Este árbol es parcialmente autofértil, pero necesitará asociarse con otro ciruelo europeo (P. domestica) de floración a mitad de temporada para lograr una productividad completa, siendo los polinizadores potenciales incluyen 'Stanley', 'Jayfre', 'Italian Prune', 'Longjohn' y 'Polly'. Flor blanca, que tiene un tiempo de floración que comienza a partir del 15 de abril con el 10% de floración, para el 19 de abril tiene una floración completa (80%), y para el 1 de mayo tiene un 90% de caída de pétalos.
'Castleton' tiene una talla de tamaño grande de forma ovalada ligeramente asimétrica, peso promedio de 84.20 g;epidermis tiene una piel azul violácea recubierta de capa ligera de pruina, violácea; sutura con línea visible, de color algo más oscuro que el fruto. Situada en una depresión muy suave, algo más acentuada junto a cavidad peduncular; pedúnculo de longitud mediano, fuerte, con una longitud promedio de 16.60 mm, leñoso, con escudete muy marcado, muy pubescente, con la cavidad del pedúnculo estrecha, poco profunda, rebajada en la sutura y más levemente en el lado opuesto; pulpa de color amarillo verdoso, textura blanda, jugosa, y en cuanto a sabor presenta un buen equilibrio de azúcar (16 °Brix) y acidez.
Hueso semi adherente, grande, alargado, asimétrico, con el surco dorsal muy ancho y profundo, los laterales más superficiales, zona ventral poco sobresaliente, superficie rugosa.
Su tiempo de recogida de cosecha se inicia en su maduración en la primera y segunda decena de agosto. Esta ciruela, que madura temprano, aproximadamente tres semanas antes que 'Stanley', la ciruela se mantiene bien en el árbol después de la maduración, y se agrieta menos que 'Stanley', además se puede almacenar durante aproximadamente un mes en muy buenas condiciones.

## Usos
Se usa comúnmente como postre fresco de mesa buena ciruela de postre de fines de verano.
En usos culinarios en mermelada, horneado, congelación, gelatina, o para salsas.
También se usa por su alto contenido de azúcar lo convierte en una excelente opción para enlatar y secar.